# La Sala Athenea

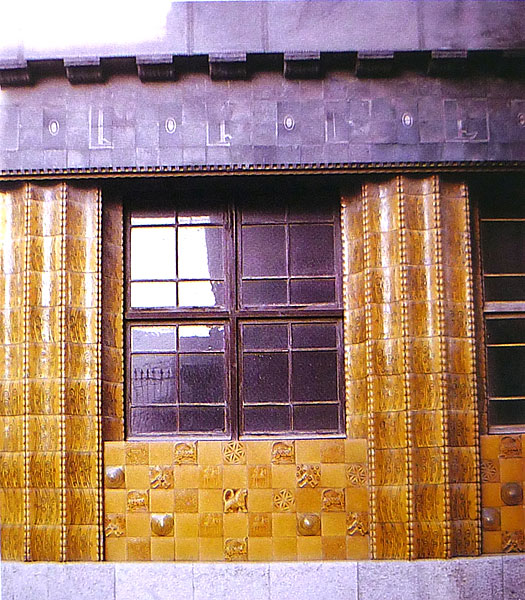
Athenea, Rafael Masó (1912-1913)

La Sala Athenea se inaugura el 1 de julio de 1913, en Girona, para acoger las actividades culturales promovidas por la recién creada sociedad del mismo nombre, de que Masó era miembro fundador. reformas antes de su derribo definitivo en el año 1975. Desafortunadamente, sólo las fotografías antiguas nos permiten conocer la que ha sido considerada la obra emblemática del novecentismo en arquitectura.

### Athenea, 1913
Girona, calle de la Galera (hoy Anselm Clavé), núm. 30. Sala de exposiciones y conciertos, con un pequeño escenario y con luz cenital, promovida por la sociedad Athenea. El edificio es una reforma casi total de un almacén propiedad del Sr. Modesto Furest y Roca.
El proyecto es de octubre-diciembre de 1912 y las obras se realizaron entre enero y junio de 1913, inaugurándose el primero de julio. No se llegaron a realizar las esculturas de la fachada previstas en el proyecto. El edificio se mantuvo como sede de Athenea hasta febrero de 1917. 
Este mismo año, el Ayuntamiento, que lo había alquilado junto con el edificio contiguo que Masó había construido como Escuela de Artes y Oficios, realiza reformas, que Masó no pudo controlar, para utilizar los dos edificios como Escuela Normal de Mestres. Las reformas afectaron parcialmente a la fachada (se modificaron las aberturas y se eliminaron las bases a ambos lados de la puerta) y totalmente el interior. Después de la Guerra Civil se reformó todo el cuerpo central entre pilastras y la puerta se trasladó a la antigua Escuela de Artes y Oficios. El edificio fue derribado en 1975. 
Se conservan en la AHG tres dibujos de esta obra. Una hoja con varios croquis de la fachada y del interior, una perspectiva del interior y el dibujo de las letras ATHENEA para el rótulo del friso cerámico. 
Hay una fotografía de 1916 realizada por el Archivo Mas por encargo de Masó y tres fotografías del interior (placas en la AHG) durante la exposición inaugural. En la revista Arquitectura y Urbanismo, núm. 7, hay reproducida una fotografía del año 1935. Hay fotografías y diapositivas de 1971 tomadas por Actini y otras. 

### El Athenea como casa y templo novecentista
El origen del Atenea, tanto en su forma como, sobre todo, en su función simbólica, hay que buscarlo en la cultura y la arquitectura centroeuropeas de preguerra, que Rafael Masó quiso descubrir de primera mano durante su luna de miel con Esperança Bru, a principios de 1912. Tras visitar la colonia de artistas proyectada por Joseph Maria Olbrich en Darmstadt y pasar por Núremberg, el matrimonio Masó se trasladó a Dresde por insistencia de su amigo Joan Llongueras (1880-1953), quien se encontraba allí para ampliar sus estudios de música y danza. 
Para explicar a su familia lo que había hecho y visto en Dresde, es significativo darse cuenta de que, en lugar de una carta, Masó les envió cuatro postales, lo cual en sí mismo es indicativo de lo que significó para él la visita a la ciudad jardín de Hellerau, a las afueras de la capital de Sajonia: dos pertenecen a la serie de postales de artistas publicadas por Wiener Werkstätte en 1907 y 1908, una de Remigius Geyling y la otra de Susi Singer. 
No es de extrañar que Masó pudiera adquirirlas en Hellerau, ya que a principios de 1908 Wiener Werkstätte había firmado un acuerdo con Deutsche Werkstätten para producir y distribuir nuevas postales, principalmente para ser vendidas en Alemania. Las otras dos, publicadas en Hellerau, muestran una vista exterior de una de las casas de Theodor Fischer y un interior concebido por Richard Riemerschmid con el mobiliario fabricado en Werkstätten. 